# 파시온 이 포데르 (2015년 텔레노벨라)
《파시온 이 포데르》(스페인어: Pasión y poder)은 2015년 방영된 멕시코의 텔레노벨라이다.